# Elezioni comunali in Veneto del 2023
Il 14-15 maggio 2023, con eventuali turni di ballottaggio il 28-29 maggio, in Veneto si sono tenute le elezioni per il rinnovo di 49 consigli comunali.

## Riepilogo sindaci eletti
Coalizione di centro-destra
     Coalizione di centro-sinistra
     Liste civiche
     Coalizione di centro
| Provincia | Comune                | Sindaco uscente | Sindaco uscente          | Sindaco eletto | Sindaco eletto                    | Primo turno | Primo turno | Secondo turno | Secondo turno | Seggi   |
| Provincia | Comune                | Sindaco uscente | Sindaco uscente          | Sindaco eletto | Sindaco eletto                    | Voti        | %           | Voti          | %             | Seggi   |
| --------- | --------------------- | --------------- | ------------------------ | -------------- | --------------------------------- | ----------- | ----------- | ------------- | ------------- | ------- |
| Venezia   | Martellago            |                 | Andrea Saccarola (Ind.)  |                | Andrea Saccarola (Ind.)           | 5.193       | 53,25       | —             | —             | 10 / 16 |
| Venezia   | San Donà di Piave     |                 | Andrea Cereser (PD)      |                | Alberto Teso (FdI)                | 11.901      | 63,14       | —             | —             | 16 / 24 |
| Padova    | Piove di Sacco        |                 | Davide Gianella (PD)     |                | Lucia Pizzo (PD)                  | 4.931       | 56,32       | —             | —             | 10 / 16 |
| Rovigo    | Adria                 |                 | Omar Barbierato (Ind.)   |                | Massimo Barbujani (Ind.)          | 3.074       | 32,19       | 4.589         | 54,11         | 10 / 16 |
| Treviso   | Treviso               |                 | Mario Conte (Lega)       |                | Mario Conte (Lega)                | 23.403      | 64,75       | —             | —             | 22 / 32 |
| Treviso   | Vedelago              |                 | Cristina Andretta (Lega) |                | Giuseppe Romano (Lega)            | 3.438       | 44,41       | 3.590         | 50,30         | 10 / 16 |
| Verona    | Bussolengo            |                 | Roberto Brizzi (Ind.)    |                | Roberto Brizzi (Ind.)             | 5.259       | 61,00       | —             | —             | 10 / 16 |
| Verona    | Sona                  |                 | Gianluigi Mazzi (Ind.)   |                | Gianfranco Dalla Valentina (Ind.) | 2.099       | 26,88       | 3.246         | 51,14         | 5 / 16  |
| Verona    | Villafranca di Verona |                 | Roberto Dall'Oca (Ind.)  |                | Roberto Dall'Oca (Ind.)           | 8.784       | 56,84       | —             | —             | 15 / 24 |
| Vicenza   | Vicenza               |                 | Francesco Rucco (Ind.)   |                | Giacomo Possamai (PD)             | 21.896      | 46,23       | 23.416        | 50,54         | 20 / 32 |

## Città metropolitana di Venezia

### Martellago
| Candidati                   | Candidati                   | Voti                        | %     | Liste              | Voti  | %     | Seggi |
| --------------------------- | --------------------------- | --------------------------- | ----- | ------------------ | ----- | ----- | ----- |
|                             | Andrea Saccarola ✔️ Sindaco | 5.193                       | 53,25 | Saccarola Sindaco  | 1.863 | 20,57 | 5     |
| Fratelli d'Italia           | Andrea Saccarola ✔️ Sindaco | 5.193                       | 53,25 | 1.293              | 14,27 | 3     |       |
| Lega                        | Andrea Saccarola ✔️ Sindaco | 5.193                       | 53,25 | 1.088              | 12,01 | 2     |       |
| Forza Italia                | Andrea Saccarola ✔️ Sindaco | 5.193                       | 53,25 | 236                | 2,61  | -     |       |
| Ambiente e Territorio       | Andrea Saccarola ✔️ Sindaco | 5.193                       | 53,25 | 212                | 2,34  | -     |       |
| #Generazione 18 più         | Andrea Saccarola ✔️ Sindaco | 5.193                       | 53,25 | 175                | 1,93  | -     |       |
|                             | Alessio Boscolo             | 4.559                       | 46,75 | Dovere Civico - PD | 1.420 | 15,68 | 2     |
| Unione Civica               | Alessio Boscolo             | 4.559                       | 46,75 | 886                | 9,78  | 1     |       |
| Impegno Comune              | Alessio Boscolo             | 4.559                       | 46,75 | 740                | 8,17  | 1     |       |
| Lista Garbin                | Alessio Boscolo             | 4.559                       | 46,75 | 601                | 6,63  | 1     |       |
| Insieme                     | Alessio Boscolo             | 4.559                       | 46,75 | 545                | 6,63  | -     |       |
| Seggio al candidato sindaco | Seggio al candidato sindaco | Seggio al candidato sindaco | 46,75 | 1                  |       |       |       |
| Totale                      | Totale                      | 9.752                       | 100   |                    | 9.059 | 100   | 16    |

### San Donà di Piave
| Candidati                              | Candidati                     | Voti                          | %     | Liste                | Voti   | %     | Seggi |
| -------------------------------------- | ----------------------------- | ----------------------------- | ----- | -------------------- | ------ | ----- | ----- |
|                                        | Alberto Teso ✔️ Sindaco       | 11.901                        | 63,14 | Fratelli d'Italia    | 5.343  | 29,40 | 8     |
| Lega                                   | Alberto Teso ✔️ Sindaco       | 11.901                        | 63,14 | 2.155                | 11,86  | 3     |       |
| Lista Forcolin                         | Alberto Teso ✔️ Sindaco       | 11.901                        | 63,14 | 2.117                | 11,65  | 3     |       |
| Coraggio Italia - Forza Italia         | Alberto Teso ✔️ Sindaco       | 11.901                        | 63,14 | 1.411                | 7,76   | 2     |       |
| Insieme Possiamo - Civica per San Donà | Alberto Teso ✔️ Sindaco       | 11.901                        | 63,14 | 559                  | 3,08   | -     |       |
|                                        | Francesca Zottis              | 6.274                         | 33,29 | Partito Democratico  | 3.340  | 18,38 | 5     |
| CittàInsieme                           | Francesca Zottis              | 6.274                         | 33,29 | 888                  | 4,89   | 1     |       |
| Zottis Sindaca - Città delle Persone   | Francesca Zottis              | 6.274                         | 33,29 | 769                  | 4,23   | 1     |       |
| Fare Civico                            | Francesca Zottis              | 6.274                         | 33,29 | 633                  | 3,48   | -     |       |
| Alleanza Verdi e Sinistra              | Francesca Zottis              | 6.274                         | 33,29 | 304                  | 1,67   | -     |       |
| Seggio alla candidata sindaca          | Seggio alla candidata sindaca | Seggio alla candidata sindaca | 33,29 | 1                    |        |       |       |
|                                        | Carlo Fantinello              | 673                           | 3,57  | Azione - Italia Viva | 3,57   | 3,60  | -     |
| Totale                                 | Totale                        | 18.848                        | 100   |                      | 18.174 | 100   | 24    |

## Provincia di Padova

### Piove di Sacco
| Candidati                                         | Candidati                   | Voti                        | %     | Liste        | Voti  | %     | Seggi |
| ------------------------------------------------- | --------------------------- | --------------------------- | ----- | ------------ | ----- | ----- | ----- |
|                                                   | Lucia Pizzo ✔️ Sindaca      | 4.931                       | 56,32 | Piove Civica | 2.271 | 28,92 | 5     |
| Piove Democratica                                 | Lucia Pizzo ✔️ Sindaca      | 4.931                       | 56,32 | 1.559        | 19,85 | 4     |       |
| Lista per Corte                                   | Lucia Pizzo ✔️ Sindaca      | 4.931                       | 56,32 | 567          | 7,22  | 1     |       |
|                                                   | Paolo Mazzetto              | 3.825                       | 43,68 | Lega         | 1.479 | 18,83 | 2     |
| Fratelli d'Italia                                 | Paolo Mazzetto              | 3.825                       | 43,68 | 1.352        | 17,21 | 2     |       |
| Unione di Centro - Forza Italia - Coraggio Italia | Paolo Mazzetto              | 3.825                       | 43,68 | 626          | 7,97  | 1     |       |
| Seggio al candidato sindaco                       | Seggio al candidato sindaco | Seggio al candidato sindaco | 43,68 | 1            |       |       |       |
| Totale                                            | Totale                      | 8.756                       | 100   |              | 7.854 | 100   | 16    |

## Provincia di Rovigo

### Adria
| Candidati                     | Candidati                     | II Turno                      | II Turno           | I Turno | I Turno | Liste                      | Voti  | %     | Seggi |
| Candidati                     | Candidati                     | Voti                          | %                  | Voti    | %       | Liste                      | Voti  | %     | Seggi |
| ----------------------------- | ----------------------------- | ----------------------------- | ------------------ | ------- | ------- | -------------------------- | ----- | ----- | ----- |
|                               | Massimo Barbujani ✔️ Sindaco  | 4.589                         | 54,11              | 3.074   | 32,19   | Bobo Sindaco               | 1.915 | 22,46 | 8     |
| Lega                          | Massimo Barbujani ✔️ Sindaco  | 4.589                         | 54,11              | 3.074   | 32,19   | 388                        | 4,55  | 1     |       |
| Il Cantiere                   | Massimo Barbujani ✔️ Sindaco  | 4.589                         | 54,11              | 3.074   | 32,19   | 370                        | 4,34  | 1     |       |
| Forza Italia                  | Massimo Barbujani ✔️ Sindaco  | 4.589                         | 54,11              | 3.074   | 32,19   | 177                        | 2,08  | -     |       |
|                               | Omar Barbierato               | 3.892                         | 45,89              | 2.409   | 25,22   | Impegno per il Bene Comune | 1.055 | 12,37 | 1     |
| SiAmo Adria                   | Omar Barbierato               | 3.892                         | 45,89              | 2.409   | 25,22   | 424                        | 4,97  | -     |       |
| Insieme con i Paesi           | Omar Barbierato               | 3.892                         | 45,89              | 2.409   | 25,22   | 293                        | 3,44  | -     |       |
| Adria Civica                  | Omar Barbierato               | 3.892                         | 45,89              | 2.409   | 25,22   | 216                        | 2,53  | -     |       |
| Seggio al candidato sindaco   | Seggio al candidato sindaco   | Seggio al candidato sindaco   | 45,89              | 2.409   | 25,22   | 1                          |       |       |       |
|                               | Sandra Passadore              | Sandra Passadore              | Sandra Passadore   | 2.265   | 23,71   | Fratelli d'Italia          | 1.119 | 13,12 | 1     |
| Uniti per Passadore Sindaco   | Sandra Passadore              | Sandra Passadore              | Sandra Passadore   | 2.265   | 23,71   | 704                        | 8,26  | -     |       |
| Giovani al Centro             | Sandra Passadore              | Sandra Passadore              | Sandra Passadore   | 2.265   | 23,71   | 120                        | 1,41  | -     |       |
| Patrioti Veneto               | Sandra Passadore              | Sandra Passadore              | Sandra Passadore   | 2.265   | 23,71   | 50                         | 0,59  | -     |       |
| Seggio alla candidata sindaca | Seggio alla candidata sindaca | Seggio alla candidata sindaca | Sandra Passadore   | 2.265   | 23,71   | 1                          |       |       |       |
|                               | Lamberto Cavallari            | Lamberto Cavallari            | Lamberto Cavallari | 1.803   | 18,88   | Partito Democratico        | 903   | 10,59 | 1     |
| Lista Cavallari 2.0           | Lamberto Cavallari            | Lamberto Cavallari            | Lamberto Cavallari | 1.803   | 18,88   | 722                        | 8,47  | -     |       |
| Agorà                         | Lamberto Cavallari            | Lamberto Cavallari            | Lamberto Cavallari | 1.803   | 18,88   | 70                         | 0,82  | -     |       |
| Seggio al candidato sindaco   | Seggio al candidato sindaco   | Seggio al candidato sindaco   | Lamberto Cavallari | 1.803   | 18,88   | 1                          |       |       |       |
| Totale                        | Totale                        | 8.481                         | 100                | 9.551   | 100     |                            | 8.526 | 100   | 16    |

## Provincia di Treviso

### Treviso
| Candidati                      | Candidati                   | Voti                        | %     | Liste                         | Voti   | %     | Seggi |
| ------------------------------ | --------------------------- | --------------------------- | ----- | ----------------------------- | ------ | ----- | ----- |
|                                | Mario Conte ✔️ Sindaco      | 23.403                      | 64,75 | Mario Conte Sindaco           | 10.475 | 30,12 | 11    |
| Lega                           | Mario Conte ✔️ Sindaco      | 23.403                      | 64,75 | 6.096                         | 17,53  | 6     |       |
| Fratelli d'Italia              | Mario Conte ✔️ Sindaco      | 23.403                      | 64,75 | 3.919                         | 11,27  | 4     |       |
| Forza Italia - Coraggio Italia | Mario Conte ✔️ Sindaco      | 23.403                      | 64,75 | 1.860                         | 5,35   | 1     |       |
|                                | Giorgio De Nardi            | 10.213                      | 28,26 | Partito Democratico           | 4.870  | 14,00 | 5     |
| Treviso Civica                 | Giorgio De Nardi            | 10.213                      | 28,26 | 2.372                         | 6,82   | 2     |       |
| De Nardi Sindaco               | Giorgio De Nardi            | 10.213                      | 28,26 | 1.452                         | 4,18   | 1     |       |
| Coalizione Civica per Treviso  | Giorgio De Nardi            | 10.213                      | 28,26 | 538                           | 1,55   | -     |       |
| Europa Verde                   | Giorgio De Nardi            | 10.213                      | 28,26 | 530                           | 1,52   | -     |       |
| Volt                           | Giorgio De Nardi            | 10.213                      | 28,26 | 266                           | 0,76   | -     |       |
| Seggio al candidato sindaco    | Seggio al candidato sindaco | Seggio al candidato sindaco | 28,26 | 1                             |        |       |       |
|                                | Nicolò Rocco                | 1.456                       | 4,03  | Azione - Italia Viva - Futura | 1.368  | 3,93  | -     |
| Seggio al candidato sindaco    | Seggio al candidato sindaco | Seggio al candidato sindaco | 4,03  | 1                             |        |       |       |
|                                | Maurizio Mestriner          | 845                         | 2,34  | Movimento 5 Stelle            | 671    | 1,93  | -     |
| Unione Popolare                | Maurizio Mestriner          | 845                         | 2,34  | 140                           | 0,40   | -     |       |
|                                | Luigino Rancan              | 227                         | 0,63  | Il Popolo della Famiglia      | 219    | 0,63  | -     |
| Totale                         | Totale                      | 36.144                      | 100   |                               | 34.776 | 100   | 32    |

### Vedelago
| Candidati                     | Candidati                     | II Turno                      | II Turno       | I Turno | I Turno | Liste                | Voti  | %     | Seggi |
| Candidati                     | Candidati                     | Voti                          | %              | Voti    | %       | Liste                | Voti  | %     | Seggi |
| ----------------------------- | ----------------------------- | ----------------------------- | -------------- | ------- | ------- | -------------------- | ----- | ----- | ----- |
|                               | Giuseppe Romano ✔️ Sindaco    | 3.590                         | 50,30          | 3.438   | 44,41   | Lega                 | 1.380 | 19,12 | 5     |
| Fratelli d'Italia             | Giuseppe Romano ✔️ Sindaco    | 3.590                         | 50,30          | 3.438   | 44,41   | 19,12                | 13,44 | 3     |       |
| Lista Denisse Braccio         | Giuseppe Romano ✔️ Sindaco    | 3.590                         | 50,30          | 3.438   | 44,41   | 527                  | 7,30  | 1     |       |
| Futuro in Movimento           | Giuseppe Romano ✔️ Sindaco    | 3.590                         | 50,30          | 3.438   | 44,41   | 321                  | 4,45  | 1     |       |
|                               | Marco Perin                   | 3.547                         | 49,70          | 3.486   | 45,03   | Lista Marco Perin    | 2.261 | 31,32 | 3     |
| Lista Cristina Andretta       | Marco Perin                   | 3.547                         | 49,70          | 3.486   | 45,03   | 639                  | 8,85  | 1     |       |
| I Care                        | Marco Perin                   | 3.547                         | 49,70          | 3.486   | 45,03   | 328                  | 4,54  | -     |       |
| Seggio al candidato sindaco   | Seggio al candidato sindaco   | Seggio al candidato sindaco   | 49,70          | 3.486   | 45,03   | 1                    |       |       |       |
|                               | Fiorenza Morao                | Fiorenza Morao                | Fiorenza Morao | 628     | 8,11    | Partito Democratico  | 607   | 8,41  | -     |
| Seggio alla candidata sindaca | Seggio alla candidata sindaca | Seggio alla candidata sindaca | Fiorenza Morao | 628     | 8,11    | 1                    |       |       |       |
|                               | Renzo Franco                  | Renzo Franco                  | Renzo Franco   | 189     | 2,44    | Renzo Franco Sindaco | 186   | 2,58  | -     |
| Totale                        | Totale                        | 7.137                         | 100            | 7.741   | 100     |                      | 7.219 | 100   | 16    |

## Provincia di Verona

### Bussolengo
| Candidati                     | Candidati                     | Voti                          | %     | Liste                                | Voti  | %     | Seggi |
| ----------------------------- | ----------------------------- | ----------------------------- | ----- | ------------------------------------ | ----- | ----- | ----- |
|                               | Roberto Brizzi ✔️ Sindaco     | 5.259                         | 61,00 | SiAmo Bussolengo - Bussolengo Domani | 1.671 | 20,74 | 4     |
| Lista Brizzi                  | Roberto Brizzi ✔️ Sindaco     | 5.259                         | 61,00 | 1.499                                | 18,60 | 3     |       |
| Alleanza per Bussolengo       | Roberto Brizzi ✔️ Sindaco     | 5.259                         | 61,00 | 1.060                                | 13,16 | 2     |       |
| Bussolengo al Centro          | Roberto Brizzi ✔️ Sindaco     | 5.259                         | 61,00 | 725                                  | 9,00  | 1     |       |
|                               | Paola Boscaini                | 2.158                         | 25,03 | C'è Futuro - Città Solidale          | 1.028 | 12,76 | 2     |
| Forza Italia                  | Paola Boscaini                | 2.158                         | 25,03 | 638                                  | 7,92  | 1     |       |
| Generazione Futura Bussolengo | Paola Boscaini                | 2.158                         | 25,03 | 293                                  | 3,64  | -     |       |
| Seggio alla candidata sindaca | Seggio alla candidata sindaca | Seggio alla candidata sindaca | 25,03 | 1                                    |       |       |       |
|                               | Silvana Finetto               | 618                           | 7,17  | Lega                                 | 580   | 7,20  | -     |
| Seggio alla candidata sindaca | Seggio alla candidata sindaca | Seggio alla candidata sindaca | 7,17  | 1                                    |       |       |       |
|                               | Gilberto Pozzani              | 587                           | 6,81  | Fratelli d'Italia                    | 563   | 6,99  | -     |
| Seggio al candidato sindaco   | Seggio al candidato sindaco   | Seggio al candidato sindaco   | 6,81  | 1                                    |       |       |       |
| Totale                        | Totale                        | 8.622                         | 100   |                                      | 8.057 | 100   | 16    |

### Sona
| Candidati                     | Candidati                             | II Turno                      | II Turno              | I Turno | I Turno | Liste                        | Voti  | %     | Seggi |
| Candidati                     | Candidati                             | Voti                          | %                     | Voti    | %       | Liste                        | Voti  | %     | Seggi |
| ----------------------------- | ------------------------------------- | ----------------------------- | --------------------- | ------- | ------- | ---------------------------- | ----- | ----- | ----- |
|                               | Gianfranco Dalla Valentina ✔️ Sindaco | 3.246                         | 51,14                 | 2.099   | 26,88   | ViviAmo Sona                 | 827   | 11,50 | 2     |
| Lega - Forza Italia           | Gianfranco Dalla Valentina ✔️ Sindaco | 3.246                         | 51,14                 | 2.099   | 26,88   | 713                          | 9,92  | 2     |       |
| Insieme perSona               | Gianfranco Dalla Valentina ✔️ Sindaco | 3.246                         | 51,14                 | 2.099   | 26,88   | 454                          | 6,31  | 1     |       |
|                               | Corrado Busatta                       | 3.101                         | 48,86                 | 2.902   | 37,16   | Scelta per Sona              | 1.057 | 14,70 | 2     |
| Sona Domani                   | Corrado Busatta                       | 3.101                         | 48,86                 | 2.902   | 37,16   | 1.008                        | 14,02 | 1     |       |
| Fratelli d'Italia             | Corrado Busatta                       | 3.101                         | 48,86                 | 2.902   | 37,16   | 699                          | 9,72  | 1     |       |
| Seggio al candidato sindaco   | Seggio al candidato sindaco           | Seggio al candidato sindaco   | 48,86                 | 2.902   | 37,16   | 1                            |       |       |       |
|                               | Monia Cimichella                      | Monia Cimichella              | Monia Cimichella      | 2.074   | 26,56   | Monia Cimichella Sindaco (A) | 1.187 | 16,51 | 3     |
| Direzione Sona (A)            | Monia Cimichella                      | Monia Cimichella              | Monia Cimichella      | 2.074   | 26,56   | 624                          | 8,68  | 1     |       |
| Seggio alla candidata sindaca | Seggio alla candidata sindaca         | Seggio alla candidata sindaca | Monia Cimichella      | 2.074   | 26,56   | 1                            |       |       |       |
|                               | Carlo Antonio Mazzola                 | Carlo Antonio Mazzola         | Carlo Antonio Mazzola | 734     | 9,40    | Rinascita per Sona           | 621   | 8,64  | -     |
| Seggio al candidato sindaco   | Seggio al candidato sindaco           | Seggio al candidato sindaco   | Carlo Antonio Mazzola | 734     | 9,40    | 1                            |       |       |       |
| Totale                        | Totale                                | 6.347                         | 100                   | 7.809   | 100     |                              | 7.190 | 100   | 16    |

Le liste contrassegnate con (A) sono apparentate al secondo turno con Gianfranco Dalla Valentina.

### Villafranca di Verona
| Candidati                   | Candidati                   | Voti                        | %     | Liste                           | Voti   | %     | Seggi |
| --------------------------- | --------------------------- | --------------------------- | ----- | ------------------------------- | ------ | ----- | ----- |
|                             | Roberto Dall'Oca ✔️ Sindaco | 8.784                       | 56,84 | Fratelli d'Italia               | 2.869  | 19,77 | 5     |
| Lega                        | Roberto Dall'Oca ✔️ Sindaco | 8.784                       | 56,84 | 1.905                           | 13,12  | 3     |       |
| Insieme si può              | Roberto Dall'Oca ✔️ Sindaco | 8.784                       | 56,84 | 1.782                           | 12,28  | 3     |       |
| Forza Italia                | Roberto Dall'Oca ✔️ Sindaco | 8.784                       | 56,84 | 1.454                           | 10,02  | 3     |       |
| Futura                      | Roberto Dall'Oca ✔️ Sindaco | 8.784                       | 56,84 | 560                             | 3,86   | 1     |       |
|                             | Mario Faccioli              | 3.413                       | 22,08 | Civica per Villafranca          | 1.321  | 9,10  | 2     |
| Villafranca Attiva          | Mario Faccioli              | 3.413                       | 22,08 | 724                             | 4,99   | 1     |       |
| Territorio e Frazioni       | Mario Faccioli              | 3.413                       | 22,08 | 528                             | 3,64   | 1     |       |
| Noi per Voi                 | Mario Faccioli              | 3.413                       | 22,08 | 311                             | 2,14   | -     |       |
| Progetto Giovani            | Mario Faccioli              | 3.413                       | 22,08 | 215                             | 1,48   | -     |       |
| Seggio al candidato sindaco | Seggio al candidato sindaco | Seggio al candidato sindaco | 22,08 | 1                               |        |       |       |
|                             | Matteo Melotti              | 3.258                       | 21,08 | Alleanza Democratica (PD - AVS) | 1.640  | 11,30 | 2     |
| CambiAMO Villafranca        | Matteo Melotti              | 3.258                       | 21,08 | 1.206                           | 8,31   | 1     |       |
| Seggio al candidato sindaco | Seggio al candidato sindaco | Seggio al candidato sindaco | 21,08 | 1                               |        |       |       |
| Totale                      | Totale                      | 15.455                      | 100   |                                 | 14.515 | 100   | 24    |

## Provincia di Vicenza

### Vicenza
| Candidati                             | Candidati                   | II Turno                    | II Turno           | I Turno | I Turno | Liste                       | Voti   | %     | Seggi |
| Candidati                             | Candidati                   | Voti                        | %                  | Voti    | %       | Liste                       | Voti   | %     | Seggi |
| ------------------------------------- | --------------------------- | --------------------------- | ------------------ | ------- | ------- | --------------------------- | ------ | ----- | ----- |
|                                       | Giacomo Possamai ✔️ Sindaco | 23.416                      | 50,54              | 21.896  | 46,23   | Partito Democratico         | 6.498  | 14,66 | 7     |
| Possamai Sindaco                      | Giacomo Possamai ✔️ Sindaco | 23.416                      | 50,54              | 21.896  | 46,23   | 5.807                       | 13,10  | 6     |       |
| Civici con Possamai                   | Giacomo Possamai ✔️ Sindaco | 23.416                      | 50,54              | 21.896  | 46,23   | 2.717                       | 6,13   | 3     |       |
| Coalizione Civica per Vicenza - AVS   | Giacomo Possamai ✔️ Sindaco | 23.416                      | 50,54              | 21.896  | 46,23   | 2.347                       | 5,30   | 2     |       |
| Azione - Italia Viva                  | Giacomo Possamai ✔️ Sindaco | 23.416                      | 50,54              | 21.896  | 46,23   | 1.554                       | 3,51   | 1     |       |
| Lista Tosetto - Ripartiamo da Vicenza | Giacomo Possamai ✔️ Sindaco | 23.416                      | 50,54              | 21.896  | 46,23   | 1.530                       | 3,45   | 1     |       |
|                                       | Francesco Rucco             | 22.916                      | 49,46              | 20.867  | 44,06   | Rucco Sindaco               | 10.648 | 24,03 | 7     |
| Fratelli d'Italia                     | Francesco Rucco             | 22.916                      | 49,46              | 20.867  | 44,06   | 4.439                       | 10,02  | 2     |       |
| Lega                                  | Francesco Rucco             | 22.916                      | 49,46              | 20.867  | 44,06   | 2.850                       | 6,43   | 1     |       |
| Forza Italia                          | Francesco Rucco             | 22.916                      | 49,46              | 20.867  | 44,06   | 1.510                       | 3,41   | 1     |       |
| Seggio al candidato sindaco           | Seggio al candidato sindaco | Seggio al candidato sindaco | 49,46              | 20.867  | 44,06   | 1                           |        |       |       |
|                                       | Claudio Cicero              | Claudio Cicero              | Claudio Cicero     | 1.217   | 2,57    | Cicero - Impegno a 360° (A) | 1.161  | 2,62  | -     |
|                                       | Lucio Zoppello              | Lucio Zoppello              | Lucio Zoppello     | 1.181   | 2,49    | Rigeneriamo Insieme Vicenza | 1.144  | 2,58  | -     |
|                                       | Stefano Crescioli           | Stefano Crescioli           | Stefano Crescioli  | 1.014   | 2,14    | ContiamoCi                  | 980    | 2,21  | -     |
|                                       | Edoardo Bortolotto          | Edoardo Bortolotto          | Edoardo Bortolotto | 802     | 1,69    | Movimento 5 Stelle          | 765    | 1,63  | -     |
|                                       | Annarita Simone             | Annarita Simone             | Annarita Simone    | 384     | 0,81    | UP - PCI - Partito del Sud  | 364    | 0,82  | -     |
| Totale                                | Totale                      | 46.332                      | 100                | 47.361  | 100     |                             | 44.314 | 100   | 32    |

Le liste contrassegnate con (A) sono apparentate al secondo turno con Francesco Rucco.